# Leica w Polsce (czasopismo)
Leica w Polsce – polski ilustrowany miesięcznik fotografii małoobrazkowej, wydawany w Warszawie w latach 1937–1939. Organ Polskiego Towarzystwa Fotograficznego.

## Historia
Miesięcznik fotografii małoobrazkowej Leica w Polsce wydawany staraniem Sekcji Małoobrazkowej ówczesnego Polskiego Towarzystwa Fotograficznego, był kontynuacją powstałego w 1936 roku miesięcznika Moja Leica (wydano 7 numerów miesięcznika) – wydawnictwa Sekcji Leiki Polskiego Towarzystwa Fotograficznego. 
Zawartość czasopisma stanowiły aktualne wiadomości fotograficzne – w dużej części poświęcone fotografii małoobrazkowej oraz fotografii barwnej. Oddzielną część czasopisma stanowiły ilustrowane artykuły o fotografii, estetyce w fotografii, artykuły poświęcone technice i chemii fotograficznej oraz opisy sprzętu fotograficznego (kamery, obiektywy). Wiele miejsca poświęcono na prezentację zdjęć polskich fotografów oraz reklamę nawiązującą do tematyki fotograficznej. 
W latach 1937–1939 redaktorem prowadzącym miesięcznika Leica w Polsce był Jan Alojzy Neuman.